# Maryna Er Horbatsch

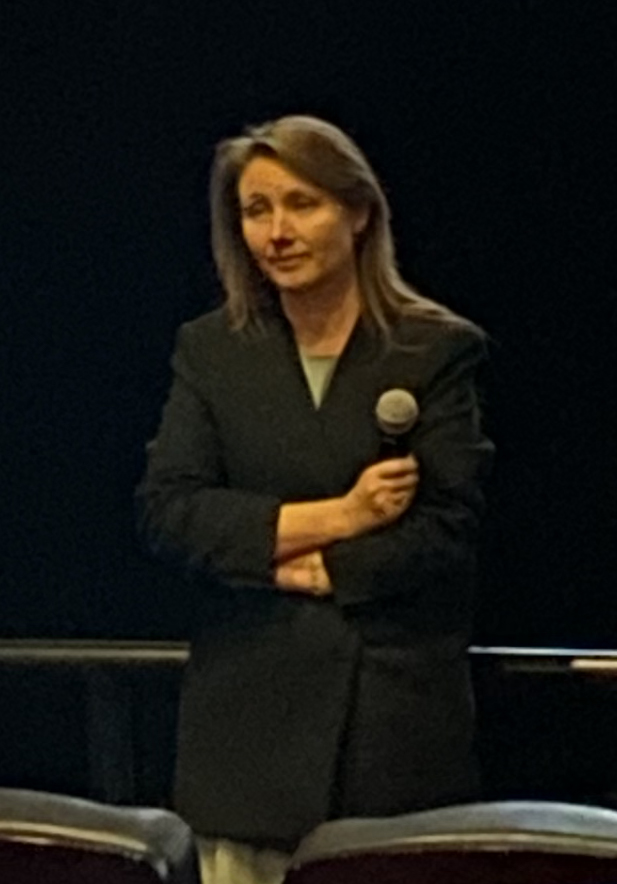
Maryna Er Horbatsch, 2022

Maryna Er Horbatsch (ukrainisch Марина Ер Горбач, englische Transkription Maryna Er Gorbach; * 17. Juli 1981 in Kiew) ist eine ukrainische Filmregisseurin und Drehbuchautorin.

## Leben
Maryna Er Horbatsch wurde 1981 in Kiew geboren. Sie studierte an der I.-K.-Karpenko-Kary-Universität für Theater, Kino und Fernsehen in Kiew und besuchte nach ihrem Abschluss im Jahr 2006 einen Meisterkurs für Filmregie an der Andrzej-Wajda-Meisterschule in Polen.
Ihr erster Kurzfilm The Jar aus dem Jahr 2004 wurde auf verschiedenen internationalen Festivals ausgezeichnet. Ihr Abschlussfilm The Debt, den sie 2006 vorstellte, war ihr zweiter. Ihr Regiedebüt bei einem Spielfilm gab sie im Jahr 2008 mit Black Dogs Barking. Wie später auch Luby Mene und Omar and Us realisierte sie den Film gemeinsam mit ihrem Ehemann Mehmet Bahadir Er.
Ihr Film Klondike, der im Januar 2022 beim Sundance Film Festival seine Premiere feierte und im Februar 2022 auf der Berlinale vorgestellt wurde, ist der erste Film, bei dem sie für Regie und Drehbuch allein verantwortlich zeichnete. Die Idee für diesen Film war nach dem Absturz einer Boeing 777 der Malaysia Airlines am 17. Juli 2014 entstanden. Das Datum fiel zufällig auf den Geburtstag der Regisseurin. Obwohl anfänglich in aller Welt über den Absturz der Maschine in der Ukraine berichtet wurde, war die Geschichte zwei Jahre später aus den Medien verschwunden. Sie wollte eine Geschichte über den Flugzeugabsturz aus einer lokalen Perspektive erzählen. Er Horbatschs Absicht war es, mit Klondike „einen Weltkrieg zum Publikum zu bringen“. Im Jahr 2014 habe auch der Krieg in der Ukraine begonnen, nicht erst mit dem Einmarsch Russlands in das Land Ende Februar 2022. Sie wollte mit Klondike sowohl an die Katastrophe, als auch den Krieg in der Ukraine erinnern.
Seit 2017 ist Maryna Er Horbatsch Mitglied der Europäischen Filmakademie. Wie eine Reihe anderer ukrainischer Künstler schrieb Er Horbatsch im März 2022 nach dem Russischen Überfall auf die Ukraine einen offenen Brief, in dem sie einen Stopp des Krieges forderte.
Maryna Er Horbatsch ist mit dem türkischen Regisseur und Produzenten Mehmet Bahadır Er verheiratet und lebt in Istanbul.

## Filmografie
- 2009: Black Dogs Barking (Kara Köpekler Havlarken)
- 2013: Luby Mene
- 2019: Omar and Us (Omar ve Biz)
- 2022: Klondike

## Auszeichnungen
Friedenspreis des Deutschen Films – Die Brücke
- 2022: Spezialpreis für Klondike[7]

Internationale Filmfestspiele Berlin
- 2022: Nominierung für den Panorama-Publikumspreis (Klondike)
- 2022: Auszeichnung mit dem Preis der Ökumenischen Jury in der Sektion Panorama (Klondike)[8]

Sarajevo Film Festival
- 2022: Auszeichnung für die Beste Regie (Klondike)[9]

Seattle International Film Festival
- 2022: Auszeichnung mit dem Großen Preis der Jury im Hauptwettbewerb (Klondike)[10]

Sundance Film Festival
- 2022: Auszeichnung für die Beste Regie im World Cinema Dramatic Competition (Klondike)[11]